# Het Huis Anubis en de Vijf van het Magische Zwaard
Het Huis Anubis en de Vijf van het Magische Zwaard è una serie televisiva di coproduzione belga e nederlandese andata in onda tra il 2010 e il 2011.

## Episodi
| Stagione         | Episodi | Prima TV originale |
| ---------------- | ------- | ------------------ |
| Prima stagione   | 115     | 2010               |
| Seconda stagione | 60      | 2011               |